# Formule 4-kampioenschap van de SMP
Het SMP Formule 4-kampioenschap was het Formule 4-kampioenschap van Noord-Europa, voornamelijk gehouden in Finland, Rusland en Estland, opgericht in 2015.
De Formule 4 is opgericht door de FIA in maart 2013 voor jonge coureurs die vanuit het karting willen overstappen naar formulewagens, maar andere klassen zoals de Formule Renault 2.0 en de Formule 3 niet kunnen betalen. Het SMP-kampioenschap was een van de eerste kampioenschappen die werd aangekondigd op 22 juli 2014. Het kampioenschap wordt georganiseerd door het Finse autosportteam Koiranen GP, het Russische talentenprogramma SMP Racing en de Finse en Russische nationale autosportbonden. Koiranen is hiernaast sinds 2016 ook de organisator van het Spaanse Formule 4-kampioenschap.
In 2016 zou oorspronkelijk ook een Nederlands Formule 4-kampioenschap worden georganiseerd door het Nederlandse team MP Motorsport, maar in januari werd besloten dat dit kampioenschap enkele races houdt met het SMP-kampioenschap op het Circuit Park Zandvoort. Als tegenprestatie wordt MP medeorganisator van de klasse. In 2019 verloor het kampioenschap de steun van de FIA en ging het verder als supportklasse bij de Russian Circuit Racing Series. Alle auto's werden gerund door het Russische SMP Racing.

## Auto
De auto's worden geleverd door Tatuus, terwijl Abarth de motoren levert.
- Chassis: Koolstofvezel, monocoque.
- Motor: Fiat (Abarth-gemerkt), inline 4, 1400cc, 160 pk.
- Banden: Hankook.
- Engine control unit: Magneti Marelli.
- Smeersysteem: Dry-sumpsysteem.
- Koeling: Water- en luchtkoeling.
- Transmissie: Sequential Sadev, zes versnellingen.
- Brandstof: Panta Racing Fuel.

## Resultaten
| Seizoen | Kampioen            | Tweede          | Derde               |
| ------- | ------------------- | --------------- | ------------------- |
| 2019    | Pavel Bulantsev     | Artem Lobanenko | Aleksey Nesov       |
| 2018    | Konsta Lappalainen  | Michael Belov   | Isac Blomqvist      |
| 2017    | Christian Lundgaard | Bent Viscaal    | Aleksandr Smolyar   |
| 2016    | Richard Verschoor   | Jarno Opmeer    | Alexander Vartanyan |
| 2015    | Niko Kari           | Vladimir Atoev  | Nerses Isaakyan     |